# 静岡県道63号藤枝天竜線
静岡県道63号藤枝天竜線（しずおかけんどう63ごう ふじえだてんりゅうせん）は、静岡県藤枝市から浜松市天竜区に至る県道（主要地方道）である。

## 概要

### 路線データ
- 起点 : 藤枝市瀬戸ノ谷蔵田（静岡県道32号藤枝黒俣線交点）
- 終点 : 浜松市天竜区只来（国道362号交点）
- 路線延長：62.9 km

## 歴史
- 1982年（昭和57年）10月30日、認定[1]。
- 1993年（平成5年）5月11日 - 建設省から、県道藤枝天竜線が藤枝天竜線として主要地方道に指定される[2]。

## 路線状況

### 重複区間
- 静岡県道58号袋井春野線（周智郡森町三倉）

### 道の駅
- 川根温泉（島田市）

## 地理
静岡県中西部の山越えをする道路であるが、島田市川根町笹間渡から同市川根町身成までは大井川左岸ルートを構成する県道群（静岡県道64号島田川根線 - 藤枝天竜線 - 静岡県道77号川根寸又峡線 - 静岡県道263号春野下泉停車場線）の一部となっている。

### 通過する自治体
- 藤枝市
- 島田市
- 榛原郡川根本町
- 島田市
- 周智郡森町
- 浜松市（天竜区）

### 交差する道路
- 静岡県道32号藤枝黒俣線（藤枝市瀬戸ノ谷蔵田、起点）
- 静岡県道77号川根寸又峡線（島田市川根町笹間渡）
- 静岡県道64号島田川根線（島田市川根町身成・川根中入口交差点）
- 国道473号（島田市川根町家山・川根交番西交差点）
- 静岡県道39号掛川川根線（島田市川根町家山）
- 静岡県道399号大河内森線（周智郡森町三倉）
- 静岡県道58号袋井春野線（周智郡森町三倉）
- 静岡県道58号袋井春野線（周智郡森町三倉）
- 静岡県道389号水窪森線（周智郡森町三倉）
- 静岡県道283号横川磐田線（浜松市天竜区横川）
- 国道362号（国道473号重複）（浜松市天竜区只来、終点）

### 沿線
- 島田市立笹間中学校
- 島田市立笹間小学校
- 笹間川ダム
- 大井川鐵道大井川本線
  - 川根温泉笹間渡駅 - 家山駅
- 島田市立川根中学校
- 島田市役所 川根支所
- 大日山金剛院
- 森町立三倉小学校
- 浜松市立鏡山小学校